# Josef Vedral
Josef Vedral (2 gennaio 1924 – 14 gennaio 1975) è stato un calciatore cecoslovacco, di ruolo difensore.

## Carriera

### Club
Conta in totale 138 partite e 27 reti nella massima serie cecoslovacca.

### Nazionale
Il 29 settembre 1946 esordisce contro la Jugoslavia (4-2).